# Margherita Farnese
Margherita Farnese (Parma, 7 novembre 1567 – Piacenza, 13 aprile 1643) era figlia di Alessandro Farnese, duca di Parma e Piacenza, e Maria d'Aviz, nipote dell'imperatore Carlo V.

## Biografia
Aveva lo stesso nome dalla nonna paterna Margherita d'Austria, figlia naturale dell'imperatore Carlo V.

### Il matrimonio
Sposò a Piacenza il 2 marzo 1581 Vincenzo I Gonzaga, futuro duca di Mantova, figlio di Guglielmo Gonzaga e di Eleonora d'Austria. Il fine politico alla base del matrimonio era probabilmente quello di creare un'alleanza antifiorentina tra Gonzaga e Farnese. Il matrimonio, sicuramente, superava la vecchia rivalità tra le due famiglie risalente a quando nel 1547 Ferrante I Gonzaga organizzò una congiura ai danni di Pier Luigi Farnese, primo duca di Parma e Piacenza.
Gli sposi entrarono solennemente a Mantova il 30 aprile 1581.
A causa di una malformazione fisica, però, Margherita non riuscì a consumare il matrimonio. Esso pertanto venne annullato il 26 maggio 1583.
Margherita fu riaccompagnata a Parma dal fratello Ranuccio I Farnese l'anno dopo il matrimonio.

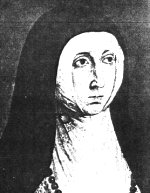
Margherita Farnese in abito monacale.

Vincenzo si risposò nel 1584 con Eleonora de' Medici, da cui ebbe sei figli.

### Vita in convento
Non essendo quindi capace di generare figli, Margherita fu costretta a ritirarsi in convento e a prendere i voti. Divenne quindi religiosa benedettina nel monastero di San Paolo a Parma col nome di suor Maura Lucenia. Fu poi badessa di Sant'Alessandro, dove morì e fu sepolta. Nel 1853 Carlo III di Borbone-Parma fece trasferite i suoi resti nella Basilica di Santa Maria della Steccata.
Dopo il 1616, suor Maura intervenne, sostenuta dall'aiuto economico offerto dai devoti, a completare la chiesa francescana dei Santi Gervaso e Protaso, oggi dedicata invece alla Santissima Annunziata, secondo il progetto di Giambattista Fornovo.

## Nella cultura di massa
La vicenda nuziale di Margherita ispirò il film del 1966 Una vergine per il principe con Vittorio Gassman, Virna Lisi e Anna Maria Guarnieri, nel ruolo della principessa Farnese.

## Ascendenza
|                      |                          |                          | Genitori                               |  |  | Nonni |  |  | Bisnonni           |  |  | Trisnonni      |  |
|                      |                          |                          |                                        |  |  |       |  |  | Pier Luigi Farnese |  |  | Papa Paolo III |  |
|                      |                          |                          |                                        |  |  |       |  |  | Pier Luigi Farnese |  |  | Papa Paolo III |  |
|                      |                          | Silvia Ruffini           |                                        |  |  |       |  |  | Pier Luigi Farnese |  |  |                |  |
| Ottavio Farnese      |                          |                          |                                        |  |  |       |  |  | Pier Luigi Farnese |  |  |                |  |
|                      |                          | Gerolama Orsini          | Ludovico Orsini                        |  |  |       |  |  |                    |  |  |                |  |
|                      |                          | Gerolama Orsini          | Ludovico Orsini                        |  |  |       |  |  |                    |  |  |                |  |
|                      |                          | Gerolama Orsini          | Giulia Conti                           |  |  |       |  |  |                    |  |  |                |  |
| Alessandro Farnese   |                          | Gerolama Orsini          |                                        |  |  |       |  |  |                    |  |  |                |  |
|                      |                          | Carlo V d'Asburgo        | Filippo I di Castiglia                 |  |  |       |  |  |                    |  |  |                |  |
|                      |                          | Carlo V d'Asburgo        | Filippo I di Castiglia                 |  |  |       |  |  |                    |  |  |                |  |
|                      |                          | Carlo V d'Asburgo        | Giovanna di Castiglia                  |  |  |       |  |  |                    |  |  |                |  |
| Margherita d'Austria |                          | Carlo V d'Asburgo        |                                        |  |  |       |  |  |                    |  |  |                |  |
|                      |                          | Giovanna van der Gheynst | Gilles Johann van der Gheynst          |  |  |       |  |  |                    |  |  |                |  |
|                      |                          | Giovanna van der Gheynst | Gilles Johann van der Gheynst          |  |  |       |  |  |                    |  |  |                |  |
|                      |                          | Giovanna van der Gheynst | Johanna van der Caye van Cocambi       |  |  |       |  |  |                    |  |  |                |  |
| Margherita Farnese   |                          | Giovanna van der Gheynst |                                        |  |  |       |  |  |                    |  |  |                |  |
|                      | Manuele I del Portogallo | Ferdinando d'Aviz        |                                        |  |  |       |  |  |                    |  |  |                |  |
|                      | Manuele I del Portogallo | Ferdinando d'Aviz        |                                        |  |  |       |  |  |                    |  |  |                |  |
|                      | Manuele I del Portogallo | Beatrice d'Aviz          |                                        |  |  |       |  |  |                    |  |  |                |  |
| Eduardo d'Aviz       | Manuele I del Portogallo |                          |                                        |  |  |       |  |  |                    |  |  |                |  |
|                      |                          | Maria di Trastámara      | Ferdinando II di Aragona               |  |  |       |  |  |                    |  |  |                |  |
|                      |                          | Maria di Trastámara      | Ferdinando II di Aragona               |  |  |       |  |  |                    |  |  |                |  |
|                      |                          | Maria di Trastámara      | Isabella di Castiglia                  |  |  |       |  |  |                    |  |  |                |  |
| Maria d'Aviz         |                          | Maria di Trastámara      |                                        |  |  |       |  |  |                    |  |  |                |  |
|                      |                          | Giacomo di Braganza      | Ferdinando II di Braganza              |  |  |       |  |  |                    |  |  |                |  |
|                      |                          | Giacomo di Braganza      | Ferdinando II di Braganza              |  |  |       |  |  |                    |  |  |                |  |
|                      |                          | Giacomo di Braganza      | Isabella di Viseu                      |  |  |       |  |  |                    |  |  |                |  |
| Isabella di Braganza |                          | Giacomo di Braganza      |                                        |  |  |       |  |  |                    |  |  |                |  |
|                      |                          | Leonor Pérez de Guzmán   | Juan de Guzman, duca di Medina Sidonia |  |  |       |  |  |                    |  |  |                |  |
|                      |                          | Leonor Pérez de Guzmán   | Juan de Guzman, duca di Medina Sidonia |  |  |       |  |  |                    |  |  |                |  |
|                      |                          | Leonor Pérez de Guzmán   | Isabel de Velasco                      |  |  |       |  |  |                    |  |  |                |  |
|                      |                          | Leonor Pérez de Guzmán   |                                        |  |  |       |  |  |                    |  |  |                |  |